# Børge Jensen (bryder)
 For alternative betydninger, se Børge Jensen. (Se også artikler, som begynder med Børge Jensen)
Børge Emil Jensen (18. juni 1911 i Nørre Tranders, Aalborg - 12. januar 1967) var en dansk bryder fra Thor Vejgård, som blev året som Årets fund 1932 efter OL. I weltervægt i fri stil var der i alt ni deltagere, Børge Jensen tabte sine to indledende kampe til Jean Földeak fra Tyskland og den senere guldmedaljevinder Jack Francis Van Bebber fra USA. Børge Jensen havde herefter minus 6 point og var ude af konkurrencen. I weltervægt i græsk-romersk stil var der i alt otte deltagere. Børge Jensen vandt i den første indledende runde over Arild Dahl fra Norge på point, mens han tabte de næste to kampe til Osvald Käpp fra Estland og Väinö Kajander fra Finland. Børge Jensen havde herefter minus 7 point og var ude af konkurrencen.
Børge Jensen vandt to danske mesterskaber i weltervægt; 1932 og 1935.